# Jean-Charles Orioli
Pour les articles homonymes, voir Orioli.

a Compétitions nationales et continentales officielles uniquement.

b Matchs officiels uniquement.
Dernière mise à jour le 28 octobre 2023.
Jean-Charles Orioli, né le 9 août 1989 à Chatillon-sur-Seine (Côte-d'Or), est un joueur français de rugby à XV qui joue au poste de talonneur au Provence Rugby depuis 2023.
Avec le Rugby club toulonnais, il remporte trois Coupe d'Europe en 2013, 2014 et 2015 et un championnat de France en 2014.

## Biographie
Durant la saison 2011-2012, le RC Toulon atteint la finale du Challenge européen. Pour cette rencontre face au Biarritz olympique, Jean-Charles Orioli est sur le banc des remplaçants puis entre en jeu, mais son équipe est battue 21-18,. Puis, le RCT est finaliste du Championnat de France mais s'incline face au Stade toulousain sur le score de 18 à 12. Orioli ne participe pas à cette rencontre.
En novembre 2014, il est sélectionné dans l'équipe des Barbarians français pour affronter la Namibie au Stade Mayol de Toulon. En juin 2015, il participe à la tournée des Baabaas en Argentine pour affronter les Pumas,. En novembre 2016, il joue de nouveau avec les Barbarians français contre une sélection australienne au Stade Chaban-Delmas de Bordeaux. Les Baa-Baas parviennent à s'imposer 19 à 11 grâce à un essai de Raphaël Lakafia à la 77e minute.
Le 18 février 2017, il se blesse lors d'un match de Top 14 contre Lyon, il souffre d'une rupture des ligaments croisés, et annonce le 20 février 2017, sur Twitter, qu'il sera absent des terrains jusqu'à la fin de la saison. Il ne reportera plus le maillot du RC Toulon puisque le Stade rochelais annonce le lendemain qu'il s'est engagé avec le club pour trois saisons à partir de la saison suivante.
Fin octobre 2020, il s'engage au FC Grenoble. Durant la saison 2022-2023, son club termine à la deuxième place de la phase régulière du championnat et se qualifie jusqu'en finale où il affronte Oyonnax. Pour ce match, Jean-Charles Orioli est titulaire et joue 59 minutes avant d'être remplacé par Mathis Sarragallet mais le FC Grenoble s'incline sur le score de 14 à 3.
Pour la saison suivante en 2023-2024, il rejoint Provence Rugby,. Il joue son premier match avec sa nouvelle équipe dès la première journée de Pro D2, à l'occasion d'une victoire 16-44 face à Dax.

## Palmarès

### En club
- RC Toulon

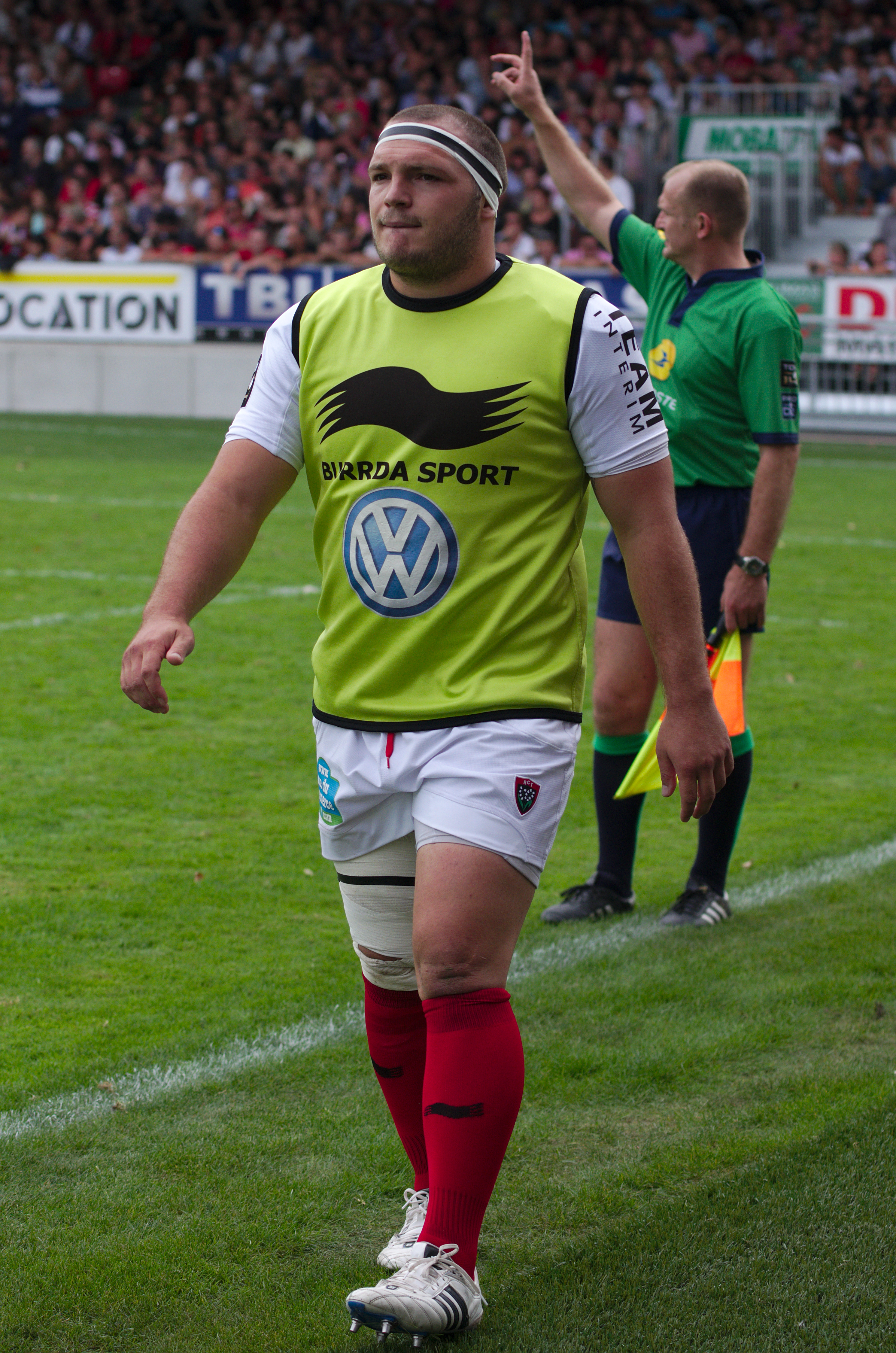
Jean-Charles Orioli avec le RC Toulon en 2013.

  - Vainqueur du Championnat de France Reichel en 2010
  - Finaliste du Championnat de France espoirs en 2011
  - Finaliste du Challenge européen en 2012
  - Finaliste du Championnat de France en 2012, 2013, 2016 et 2017
  - Vainqueur de la Coupe d'Europe en 2013, 2014 et 2015
  - Vainqueur du Championnat de France en 2014

- Stade rochelais
  - Finaliste du Challenge européen en 2019

- FC Grenoble
  - Finaliste du Championnat de France de Pro D2 en 2023

### En équipe nationale
- France -18
  - Vainqueur du Championnat d'Europe des moins de 18 ans en 2008
- France -20
  - Vainqueur du Tournoi des Six Nations des moins de 20 ans en 2009